# Рокпорт (Индиана)
Рокпорт (англ. Rockport) — город и административный центр округа Спенсер в штате Индиана в Соединённых Штатах Америки.
Согласно данным переписи населения США 2020 года число жителей города 
составляло 1984 человека, что, для такого небольшого населённого пункта, существенно меньше, чем было во время предыдущей переписи проводившейся в 2010 году (2270 человек).

## История
Первые земельные гранты в этих местах были выданы в 1818 году. Поселение Рокпорт получило своё название от скальных выступов на реке Огайо. Почтовое отделение Рокпорта работает с 1823 года.
Несколько архитектурных объектов города включены в Национальный реестр исторических мест США.

## География
Рокпорт расположен вдоль реки Огайо. Находясь на 37°53'1" северной широты, Рокпорт является самым южным городом в штате, находясь немного южнее Эвансвилла, Каннелтона или Маунт-Вернона (самого западного города Индианы).
Согласно данным Бюро переписи населения США, Рокпорт имеет общую площадь 1,604 квадратных мили (4,15 км2), из которых 1,57 квадратных мили (4,07 км2 или 97,88%) — это суша и 0,034 квадратных мили (0,09 км2 или 2,12%) — водная поверхность.